# نشانگر مولکولی
نشانگر مولکولی یا مارکر مولکولی (به انگلیسی: Molecular Marker) یک نمونه مولکول است که از یک جاندار گرفته شده‌است و اطلاعاتی دربارهٔ آن دربردارد. نشانگر مولکولی می‌تواند برای شناسایی ویژگی‌هایی در جاندار نمونه‌گرفته‌شده، به‌کارگرفته شود؛ مانند دی‌ان‌ای که یک نشانگر مولکولی شامل اطلاعاتی دربارهٔ تبارشناسی، اختلالات ژنتیکی و تاریخ حیات می‌باشد. بخش ویژه‌ای از دی‌ان‌ای (نشانگر ژنتیکی) برای شناسایی چیرگی ژنتیکی (غالبیت) در الل‌های بیماری‌هایی مانند فیبروزیز سیستیک، طبقه‌بندی گونه‌ها (فیلوژنتیک)، شناسایی ژنتیکی افراد، شناسایی بیماری‌های ویروسی و جرم‌شناسی (پزشکی قانونی) استفاده می‌شود.

## نشانگرهای ژنتیکی

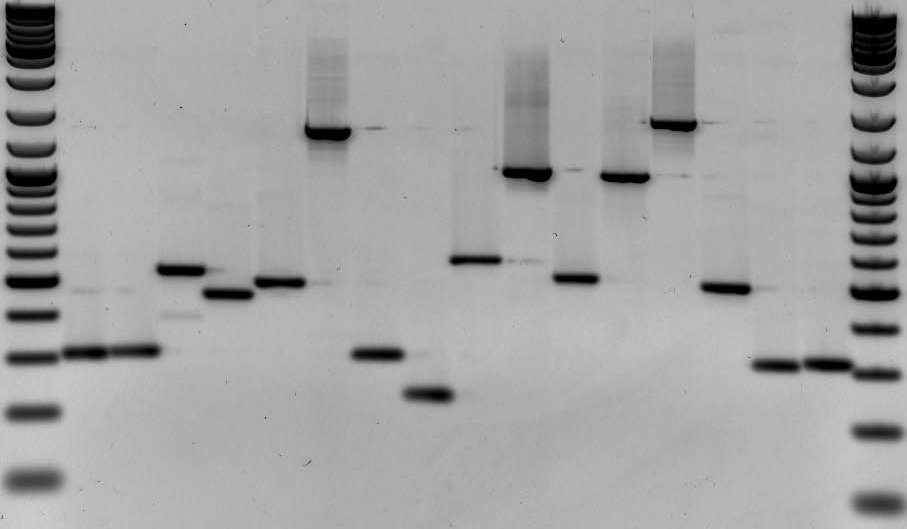
گونه‌ای نشانگر ژنتیکی با به‌کارگیری واکنش زنجیره‌ای پلیمراز (PCR)

در ژنتیک، یک نشانگر مولکولی به معنای نشانگر ژنتیکی شناخته می‌شود که تکه‌ای از دی‌ان‌ای است که با بخش معینی در مادهٔ ژنتیکی مرتبط می‌باشد. نشانگرهای مولکولی در زیست‌شناسی مولکولی و زیست‌فناوری برای شناسایی یک توالی مشخص از دی‌ان‌ای در خزانه‌ای از دی‌ان‌ای‌های نامشخص استفاده می‌شوند.

### گونه‌های نشانگرهای ژنتیکی
گونه‌های بسیاری از نشانگرهای ژنتیکی وجود دارد که هرکدام سودمندی‌ها و محدودیت‌های ویژهٔ خود را دارند. درون نشانگرهای ژنتیکی خود سه‌گروه از نشانگرها وجود دارند: «نشانگرهای نسل اول»، «نشانگرهای نسل دوم» و «نشانگرهای نسل جدید». نشانگرهای موجود در سه‌گروه فوق نیز می‌توانند خود به دو گونهٔ غالب‌کامل و غالب‌هم‌بارز تفکیک شوند. شناسایی غالبیت‌کامل یا غالبیت‌هم‌بارز با یک نشانگر می‌تواند به شناسایی خالص‌بودن یا ناخالص‌بودن آن جاندار از آن ژن کمک‌کند. نشانگرهای غالب‌هم‌بارز به‌دلیل اینکه بیش از یک الل را شناسایی می‌کنند و بدین ترتیب پژوهشگران می‌توانند یک الل خاص را در فنون ترسیم نقشه ژنتیکی دنبال کنند.
| سرواژه | نام نشانگرها                           |
| ------ | -------------------------------------- |
| RFLP   | چندشکلی طولی قطعات برش‌یافته            |
| RAPD   | چندشکلی قطعات دی‌ان‌ای تکثیریافته تصادفی |
| AFLP   | چندشکلی طولی قطعات تکثیریافته          |
| SSR    | توالی‌های تکراری ساده یا ریزماهواره‌ها   |
| OP     | چندشکلی الیگونوکلئوتید                 |
| VNTR   | توالی پشت‌سرهم تکراری تغییرپذیر         |
| SNP    | چندشکلی تک نوکلئوتیدی                  |
| ISTR   | توالی تکراری معکوس برچسب‌گذاری شده      |
| ASAP   | الل خاص همراه آغازگر                   |
| IRAP   | چندشکلی تقویت‌شده میان رتروترانسپوزونی  |

### کشیدن نقشه نشانگرهای ژنتیکی
نقشه ژنتیکی در شناسایی مکان نشانگر خاصی در مادهٔ ژنتیکی کمک بسیاری می‌کند. دو گونه نقشه برای تحلیل ژنتیکی تهیه می‌شود: نخست نقشهٔ فیزیکی که نشان می‌دهد کدام کروموزوم مورد بررسی است و مکان، کجای همان کروموزوم است. دوم نقشهٔ پیوستگی (لینکاژ) که نشان می‌دهد چطور ژن‌های مشخصی به ژن‌های دیگر متصل‌اند. در نقشهٔ پیوستگی ممکن است فاصله از بقیهٔ ژن‌ها بر مبنای سانتی‌مورگان (cM) بیان شود.

## نشانگرهای بیوشیمیایی
به‌طور کلی، نشانگرهای بیوشیمیایی همان نشانگرهای پروتئینی هستند. این نشانگرها بر مبنای تغییر در گونه و توالی آمینواسیدها استوار هستند. مهم‌ترین نشانگر پروتئینی آلوآنزیم است. آلوآنزیم‌ها شکل‌های گوناگونی از یک آنزیم هستند که توسط الل‌های مختلفی در جایگاه‌های ژنی (لوکوس) یکسانی بیان می‌شوند و این آلوآنزیم‌ها از گونه‌ای تا گونهٔ دیگر متفاوت‌اند؛ بنابراین برای شناسایی اختلافات، آلوآنزیم‌ها استفاده می‌شوند.

### مزایا
- هم‌بارزی
- هزینهٔ کم

### معایب
- نیاز به اطلاعات و مطالعه پیشین
- توانایی چندشکلی اندک

### کاربرد
- نقشه پیوستگی
- مطالعات جمعیتی

## کاربرد

### کاربرد در علوم گیاهی
- حفظ ذخایر ژنتیک گیاهی
- تحلیل و تطبیق ژنوتیپ و فنوتیپ گیاه به منظور انتخاب گیاه در اصلاح‌نژاد[۵]
- برآورد و تخمین کیفی زاده‌ها در فرایند اصلاحی
- شناسایی ژن‌های انتقال یافته به گیاه در تراریزش
- تعیین نقش هر ژن در صفات
- شناسایی گونه‌ها از یکدیگر و طبقه‌بندی آن‌ها
- مطالعهٔ روند فرگشتی هر گیاه

### کاربرد در علوم جانوری
- شناسایی گونه‌ها و طبقه‌بندی
- شناسایی تنوع ژنتیکی و ساختار جمعیتی در جمعیت‌های طبیعی
- شناسایی ژن‌های مفید جهت تراریزش
- حفظ ذخایر ژنتیکی
- اصلاح‌نژاد[۶]

### کاربرد در علوم پزشکی
- شناسایی بیماری‌های ویروسی نظیر ایدز و کرونا
- شناسایی ژن‌های بیماری‌زا
- جلوگیری از ازدواج‌هایی که منجر به تولد زاده‌های بیمار می‌شوند
- امکان شناسایی ژن‌های مفید و تراریزش آن‌ها به انسان‌های ناسالم نظیر بیماری کم‌خونی (ژن‌درمانی)
- جرم‌شناسی، مسائل حقوقی و قضایی